# هنري ستانتون بورتون
هنري ستانتون بورتون (بالإنجليزية: Henry Stanton Burton)‏ هو ضابط أمريكي، ولد في 9 مايو 1819 في West Point, New York ‏ في الولايات المتحدة، وتوفي في 1869 في نيوبورت في الولايات المتحدة.